# Orsago (przystanek kolejowy)
Orsago (włoski: Stazione di Orsago) – przystanek kolejowy w Orsago, w prowincji Treviso, w regionie Wenecja Euganejska, we Włoszech. Znajduje się na linii Wenecja – Udine.
Według klasyfikacji RFI posiada kategorię brązową.

## Historia
Stacja została otwarta w dniu 1 maja 1855 roku, kiedy otwarto linię kolejową łączącą stacje Treviso Centrale i Pordenone od Wenecji. 

## Linie kolejowe
- Wenecja – Udine

## Połączenia
Na przystanku zatrzymują się tylko niektóre pociągi regionalne na trasie Wenecja - Udine.